# Ichneumonella
Ichneumonella is een geslacht van vlinders uit de familie wespvlinders (Sesiidae), onderfamilie Sesiinae.
Ichneumonella is voor het eerst wetenschappelijk beschreven door Gorbunov & Arita in 2005. De typesoort is Ichneumonella viridiflava.

## Soorten
Ichneumonella omvat de volgende soorten:
- Ichneumonella hyaloptera Gorbunov & Arita, 2005
- Ichneumonella viridiflava Gorbunov & Arita, 2005